# Ruta Estatal de California 175
La Ruta Estatal de California 175, y abreviada SR 175 (en inglés: California State Route 175) es una carretera estatal estadounidense ubicada en el estado de California. La carretera inicia en el Oeste desde la US 101     en Hopland en sentido Este hasta finalizar en la SR 29     en Middletown. La carretera tiene una longitud de 61 km (37.89 mi).

## Mantenimiento
Al igual que las autopistas interestatales, y las rutas federales y el resto de carreteras estatales, la Ruta Estatal de California 175 es administrada y mantenida por el Departamento de Transporte de California por sus siglas en inglés Caltrans.

## Cruces
La Ruta Estatal de California 175 es atravesada principalmente por los siguientes cruces:

 SR 29     cerca de Lakeport